# رقوءة جرداء
رقوءة جرداء (الاسم العلمي:Ischaemum muticum) هي نوع من النباتات يتبع جنس الرقوءة من الفصيلة النجيلية.